# Chidlowia sanguinea
Chidlowia sanguinea är en ärtväxtart som beskrevs av Hoyle. Chidlowia sanguinea ingår i släktet Chidlowia och familjen ärtväxter. Inga underarter finns listade i Catalogue of Life.